# Exocentrus pseudandamanensis
Exocentrus pseudandamanensis là một loài bọ cánh cứng trong họ Cerambycidae.